# Giovanni Lorenzo Lulier
Giovanni Lorenzo Lulier, soprannominato Giovannino del Violone (Roma, 1662 circa – Roma, 29 marzo 1700), è stato un compositore e musicista italiano.
Nato da famiglia di probabile origine spagnola o, secondo alcuni, francese, allievo di Pietro Simone Agostini, Lulier fu virtuoso di violone e compositore. 
Tra il 1676 al 1699 suonò regolarmente nella Chiesa di San Luigi dei Francesi e il 13 ottobre 1679 entrò a far parte della Congregazione di Santa Cecilia. Nel marzo 1681 entrò al servizio del cardinale Benedetto Pamphili e dal 1688 ebbe un posto come trombonista nei Musici del Campidoglio. Quando nel 1690 Pamphili lasciò Roma, Lulier, insieme ai violinisti Arcangelo Corelli e Matteo Fornari, entrò alle dipendenze del cardinale Pietro Ottoboni, rimanendovi fino alla morte. Negli anni '90 suonò anche per la famiglia Borghese nelle musiche che si tenevano nella cappella del palazzo.
Morì improvvisamente, a Roma, il 29 marzo 1700.
Fu un apprezzato compositore di oratori, opere, serenate e cantate. Restano di lui almeno 34 cantate, composte nell'ultimo ventennio del XVII secolo.

## Opere

### Oratori
- Santa Vittoria (testo: B. Pamphilj, 1685)
- Santa Maria Maddalena de’ Pazzi (B. Pamphilj, palazzo Pamphilj al Corso, 1687)
- Santa Beatrice d’Este (Roma, palazzo Pamphilj al Corso, 1689)
- Bethsabea (G.F. Rubini, Roma, oratorio del Ss. Crocifisso, 1692)
- La Bersabea (M. Brugueres, Roma, palazzo Savelli e Seminario Romano, 1692)
- Per la nascita del Redentore (P. Ottoboni, Roma, S. Maria in Vallicella, 1698)
- La fondazione dell’ordine dei Servi di Maria (Carlo Doni, Todi, 1699 e Roma, S. Giovanni dei Fiorentini, 1700)
- La santissima Annunziata (P. Ottoboni, Roma, palazzo della Cancelleria, 1700)

### Drammi per musica
- L’Agrippina (libretto G.D. De Totis, Roma, carnevale 1691; non rappresentato per morte del pontefice Alessandro VIII)
- La santa Genuinda ovvero L'innocenza difesa dall'inganno (P. Ottoboni, Roma, palazzo della Cancelleria, 1694; soltanto il I atto; II atto A. Scarlatti; III atto C.F. Pollaroli)
- Il Clearco in Negroponte (A. Arcoleo; Roma, teatro Tordinona, 1695; soltanto il III atto; I atto B. Gaffi; II atto C.F. Cesarini)
- L'amore eroico fra i pastori (P. Ottoboni; Roma, palazzo della Cancelleria 1696; soltanto il II atto; I atto C.F. Cesarini; III atto, Giovanni Bononcini)
- Fausta restituita all'impero (N. Bonis; Roma, teatro Tordinona, 1697)
- Temistocle in bando (A. Morselli; Roma, teatro Capranica, 1698; soltanto il I atto; II atto forse M.A. Ziani; III atto Giovanni Bononcini)

### Serenate
- Applauso musicale a quattro voci nel giorno natalizio dell'ill.ma et ecc.ma sig.ra d. Maria de Giron e Sandoval, duchessa di Medinaceli, ambasciatrice di Spagna, serenata a quattro voci e archi con "concerti d'Arcangelo Corelli" (testo: Francesco Maria Paglia, agosto 1693).
- La Gloria, Roma e Valore (testo: Giovan Battista Grappelli, Roma, 1700)